# Meet Betty Carter and Ray Bryant
Meet Betty Carter and Ray Bryant — студийный сплит-альбом американской певицы Бетти Картер и пианиста Рэя Брайанта, выпущенный в 1956 году на лейбле Epic Records, дебютный для обоих исполнителей. Хотя Картер упоминается первой, она фигурирует только в половине треков. В трёх из шести песен Джерома Ричардсона также можно услышать на флейте. Другая половина записана только трио Рэя Брайанта.
Шесть треков с Бетти Картер были переизданы в 1980 году на её альбоме Social Call вместе с ранее неизданным материалом с сессии записи 1956 года с Джиджи Грайсом. В 1996 году данный альбом также был переиздан с добавлением новых треков из сессии с Грайсом.

## Отзывы критиков
| Оценки критиков                            | Оценки критиков |
| Источник                                   | Оценка          |
| ------------------------------------------ | --------------- |
| AllMusic                                   | [ 3 ]           |
| Encyclopedia of Popular Music              | [ 4 ]           |
| The Penguin Guide to Jazz                  | [ 5 ]           |
| The Rolling Stone Jazz & Blues Album Guide | [ 6 ]           |

В журнале Billboard отметили, что фортепиано Брайанта оригинально и мощно, а Картер обладает большой гибкостью и классным звучанием, хотя иногда кажется взволнованной.
Скотт Яноу из AllMusic в своём обзоре переиздания написал: «Голос 25-летней Картер уже был вполне узнаваем, хотя стиль её импровизации здесь гораздо более консервативный, чем в 1970-х годах. Тем не менее, выступление Картер во „Frenesi“ (которая звучит как взвинченная Кармен Макрей) демонстрирует индивидуальность, а её исполнение „Social Call“, „I Could Write a Book“ и „Moonlight in Vermont“ запоминается. Исторический и приятный сет».

## Список композиций

### Оригинальное издание
1. «Sneaking Around» (Рэй Брайант) — 3:16
2. «Moonlight in Vermont» (Джон Блэкберн, Карл Зюссдорф) — 3:23
3. «What Is This Thing Called Love?» (Коул Портер) — 2:52
4. «Thou Swell» (Лоренц Харт, Ричард Роджерс) — 1:40
5. «Willow Weep for Me» (Энн Ронелл) — 3:34
6. «I Could Write a Book» (Лоренц Харт, Ричард Роджерс) — 2:37
7. «Threesome» (Рэй Брайант) — 2:44
8. «Gone with the Wind» (Герберт Магидсон, Элли Врубель) — 4:10
9. «Old Devil Moon» (Йип Харбург, Бертон Лейн) — 3:59
10. «The Way You Look Tonight» (Дороти Филдс, Джером Керн) — 2:41
11. «No Moon at All» (Редд Эванс, Дэвид Манн) — 2:51
12. «Can’t We Be Friends?» (Пол Джеймс, Кей Свифт) — 2:25

### Переиздание 1996 года
1. «Let’s Fall in Love» (Гарольд Арлен, Тед Колер) — 1:58
2. «Social Call» (Джиджи Грайс, Джон Хендрикс) — 2:37
3. «Runaway» (Сай Коулман, Пегги Ли) — 2:28
4. «Frenesi» (Альберто Домингес, Леонард Уиткап) — 2:31
5. «Moonlight in Vermont» (Джон Блэкберн, Карл Зюссдорф) — 3:23
6. «Thou Swell» (Лоренц Харт, Ричард Роджерс) — 1:40
7. «I Could Write a Book» (Лоренц Харт, Ричард Роджерс) — 2:37
8. «Gone with the Wind» (Герберт Мэджидсон, Элли Врубель) — 4:10
9. «The Way You Look Tonight» (Дороти Филдс, Джером Керн) — 2:41
10. «Tell Him I Said Hello» (Джек Дж. Каннинг, Билл Хагнер) — 2:32
11. «Can’t We Be Friends?» (Пол Джеймс, Кей Свифт) — 2:25
12. «Sneaking Around» (Рэй Брайант) — 3:16
13. «Old Devil Moon» (Йип Харбург, Бертон Лейн) — 3:59
14. «Willow Weep for Me» (Энн Ронелл) — 3:34
15. «What Is This Thing Called Love?» (Коул Портер) — 2:52
16. «Threesome» (Рэй Брайант) — 2:44
17. «No Moon at All» (Дейв Эванс, Редд Манн) — 2:51
18. «Bryant’s Folly» (Рэй Брайант) — 4:49
19. «Get Happy» (Гарольд Арлен, Тед Колер) — 4:20

## Участники записи
Музыканты:
- Аранжировка — Джиджи Грайс (треки 1-4)
- Бас-гитара — Милт Хинтон (1-4), Уэнделл Маршалл (5-19)
- Вокал — Бетти Картер (1-11)
- Дирижёр — Джиджи Грайс (1-4)
- Звукорежиссёр — Гарольд Чепмен
- Продюсер переиздания — Майкл Кускуна
- Саксофон — Эл Кон (1-4), Дэнни Бэнк (1-4), Сэм Марковиц (1-4), Селдон Пауэлл (1-4)
- Тромбон — Джимми Кливленд (1-4), Урби Грин (1-4)
- Труба — Берни Глоу (1-4), Конте Кандоли (1-4), Джо Ферранте (1-4), Ник Трэвис (1-4)
- Ударные — Ози Джонсон (1-4), Филли Джо Джонс (2-19)
- Флейта — Джером Ричардсон (7, 9, 11)
- Фортепиано — Хэнк Джонс (1-4), Рэй Брайант (5-19)

Даты записи:
- Треки с 1 по 4 — 25 апреля 1956 года
- Треки с 5 по 7, 10, 12 и 13 — 13 мая 1955 года
- Треки 8, 9 и 11 — 16 мая 1955 года
- Треки с 14 по 19 — 1 июня 1955 года

Все данные взяты из примечаний к альбому